# Scooby-Doo a skupina Kiss
Scooby-Doo a skupina Kiss (v anglickém originále Scooby-Doo! and Kiss: Rock and Roll Mystery) je animovaný mysteriózní film z roku 2015, který je dvacátým pátým dílem série filmů Scooby-Doo. Na DVD a Blu-ray film vyšel 21. července 2015. Design filmu je inspirován komiksy Jacka Kirbyho.
Jedná se o poslední film, ve kterém si zahrály herečky Mindy Cohnová a Pauley Perrette. Mindy Cohnovou v témže roce vystřídala Kate Micucciová a Pauley Perrette se rozhodla dát pauzu od natáčení.

## Děj
Celá parta cestuje do zábavního parku rockové skupiny Kiss. Park, jak se vyšetřovatelé dozví, terorizuje Rudá stvůra. Hodlá přivézt Ničitele z dimenze zvané Kissterie. Skupina se je společně s kapelou vydá zastavit.

## Obsazení

### Řešitelé záhad
- Frank Welker jako Fred Jones a Scooby-Doo
- Matthew Lillard jako Shaggy Rogers
- Grey DeLisle jako Daphne Blake
- Mindy Cohn jako Velma Dinkley

### Kiss
- Paul Stanley
- Gene Simmons
- Tommy Thayer
- Eric Singer

### Vedlejší postavy
- Jennifer Carpenter jako Chikara
- Garry Marshall jako Manny Goldman
- Penny Marshall jako stará dáma
- Doc McGhee jako Chip McGhoo
- Jason Mewes jako pracovník
- Pauley Perrette jako Delilah Domino, Crimsonská čarodějnice
- Rachel Ramras jako Shandi Strutter
- Darius Rucker jako Ničitel
- Kevin Smith jako pracovník
- Tony Cervone jako hlasatel

## Hudba
Všechny skladby napsal(i) Kiss. 
| Pořadí | Název                     | Délka |
| ------ | ------------------------- | ----- |
| 1.     | Don't Touch My Ascot      |       |
| 2.     | Rock and Roll All Nite    |       |
| 3.     | Love Gun                  |       |
| 4.     | Shout It Out Loud         |       |
| 5.     | I Was Made for Lovin' You |       |
| 6.     | Detroit Rock City         |       |
| 7.     | Modern Day Delilah        |       |